# 坂出八幡バスストップ
坂出八幡バスストップ（さかいではちまんバスストップ）は香川県坂出市八幡町4丁目にある瀬戸中央自動車道のバス停である。
供用開始以来、このバス停に高速バスが停車したことは全くない。

## 周辺
- 宇多津町立宇多津中学校
- 坂出市立坂出小学校
- 香川県立坂出工業高等学校
- 坂出市民美術館
- 坂出市立病院
- 鎌田共済会郷土博物館
- 宇多津町役場
- 香川県立坂出高等学校
- 香川県立坂出商業高等学校
- ハローワーク坂出
- 香川大学教育学部附属坂出中学校

## 隣
E30 瀬戸中央自動車道
(3)児島IC - 鷲羽山北BS - 櫃石島IC - 岩黒島IC - 与島IC/PA - (4)坂出北IC - 坂出八幡BS- 坂出TB/IC
- 櫃石島IC、岩黒島IC、与島ICは島民および緊急車両や路線バス、郵便物集配車両などが利用できるICで一般車両は進入禁止。
- 一般車両は坂出TB/IC方面の坂出北ICまで乗り降りができない。